# Isoedwardsia
Isoedwardsia is een geslacht van zeeanemonen uit de klasse van de Anthozoa (bloemdieren).

## Soorten
- Isoedwardsia ignota Carlgren, 1920
- Isoedwardsia ingolfi Carlgren, 1921